# 獨健
獨健是毗沙門天之第二個兒子，是佛教的護法之一。
相傳唐玄宗時，西域各國起兵圍攻安西（今新疆庫車），唐玄宗命法師不空施法，請毗沙門天保佑勝利。結果獨健顯靈，將敵軍的武器全部毀損，於是大勝。
張政烺在《封神演義漫談》一文中認為獨健即是二郎神的原型之一。